# Alefacept
L'Alefacept è il principio attivo di indicazione specifica contro la psoriasi a placche. Il farmaco attualmente non è disponibile in Italia e in Europa perché l'EMA non ne ha ancora approvato l'uso a causa del rischio di infezioni, neoplasie e allergie.

## Meccanismo di azione
L'alefacept riesce ad inibire i segnali costimolatori legandosi alla molecola CD2, provoca fra l'altro apoptosi, morte cellulare programmata, delle cellule T memoria.
Interferisce con l'attivazione dei linfociti bloccando specificamente il
legame con i linfociti dell'antigene CD2, e inibendo l'interazione LFA-3/CD2.
L'attivazione di linfociti T che coinvolge l'interazione tra il LFA-3 sull'antigene delle cellule presentanti e del CD2 sui linfociti T ha un ruolo nella patofisiologia della psoriasi a placche cronica.
Anche causa una riduzione dei sottoinsiemi: CD2 + linfociti T e anche CD4 + e CD8 + T linfociti.

## Controindicazioni
Controindicata in persone con formazioni tumorali, da evitare in caso di ipersensibilità al farmaco.

## Effetti indesiderati
Sono stati riscontrati febbre, tosse, mialgia, faringite, cefalea, nausea, linfopenia.